# Évelyne Barbin
Evelyne Barbin, née en 1949, est une historienne des sciences, professeur à l'Université de Nantes.

## Biographie
Après des études de mathématiques à l'université Paris VII, elle est nommée assistante à l'université de Rouen auprès du mathématicien Jean-Pierre Raoult en 1974.
S'engageant dès 1975 dans la commission inter-IREM d’épistémologie, elle prend quatre ans plus tard la responsabilité de ce réseau, qui participe activement au dynamisme de l'histoire des mathématiques en France, dans les années 1980. En 1993, elle peut organiser à Montpellier une première université d’été européenne sur l'épistémologie et l'Histoire dans l'enseignement des mathématiques. La septième édition de cette université d'été a lieu en 2014 à Barcelone et relève du groupe international d'études sur les relations entre épistémologie et pédagogie des mathématiques, dont Evelyne Barbin occupe la présidence entre 2008 et 2012.
Elle rejoint en 1983 l'Université du Maine, où elle poursuit ses enseignements en mathématiques, informatique théorique, en programmation et histoire des mathématiques.
Maître de conférences en 1991 à l'académie de Créteil, elle est nommée professeur à l'université de Nantes en 2002, attachée d'abord au Centre François Viète, avant de rejoindre en 2012 le laboratoire de mathématiques Jean Leray.
Evelyne Barbin est élevée au grade de chevalière de l'ordre national du Mérite en 2010.
Lors de l'élection présidentielle de 2022, elle apporte son soutien à Jean-Luc Mélenchon.

## Travaux
Titulaire d'une thèse de 3e cycle en informatique théorique en 1979, elle s'est plutôt ensuite orientée vers questionnements épistémologiques, notamment sur les significations de la démonstration dans l’histoire de la géométrie ou encore sur le discursif et le visuel en mathématiques.
Une première partie de ses recherches historiques prend comme cadre les sciences mathématiques et les techniques du XVIIe siècle, où elle montre un intérêt particulier pour Descartes. Ces recherches sont en partie rassemblées dans sa thèse d'habilitation, et dans l'ouvrage tiré de celle-ci, la Révolution mathématique du XVIIe siècle.
Depuis le début des années 2000, elle oriente ses recherches historiques vers le XIXe siècle mathématique et scientifique. Elle a dirigé la publication d'un ouvrage sur les rapports sur les Lettres et les sciences présentés à l'Empereur en 1867, et organise un séminaire mensuel de recherche sur la circulation et la réception des savoirs scientifiques au XIXe siècle.
Attachée à l'interdisciplinarité, elle a coordonné et continue de diriger la publication de multiples ouvrages, notamment dans le cadre des IREM, mais aussi sur les rapports entre science et art.

## Distinctions
- Chevalière de l'ordre national du Mérite (2010)

## Publications
- Les philosophes et les mathématiques (coordonnée avec Maurice Caveing), Ellipses, 1998
- La révolution mathématique au XVIIe siècle, Ellipses, 2006
- Arts et sciences à la Renaissance, Ellipses, 2007
- Histoire et enseignement des mathématiques : Rigueurs, erreurs, raisonnements (coordonné avec Dominique Bénard), INRP, 2007
- Sciences & arts : Représentations du corps et matériaux de l'art (coordonné avec Dominique Le Nen), Vuibert, 2009
- De grands défis mathématiques d'Euclide à Condorcet, Vuibert, 2010
- Les mathématiques éclairées par l'histoire - Des arpenteurs aux ingénieurs, Vuibert, 2012
- L’enseignement des mathématiques aux jeunes filles et les stéréotypes de genre (1880-1960) , Repères-IREM 97, 2014, p. 67-89.
- Les Constructions Mathématiques avec des Instruments et des Gestes, Ellipses, 2014
- L'histoire des mathématiques et Repères IREM  (avec Marc Moyon), Repères-IREM 102, 2016, p. 103-108.
- Faire des mathématiques avec l'histoire au lycée, Ellipses, 2019